# Partito Radicale di Oleh Ljaško
Il Partito Radicale di Oleh Ljaško (in ucraino Радикальна Партія Олега Ляшка, Radykal'na Partija Oleha Ljaška) è un partito politico ucraino, fondato nel 2010 e noto fino al 2011 come Partito Radical-Democratico Ucraino (Українська демократично-радикальна партія, Ukraïns'ka Demokratyčno-Radykal'na Partija).

## Storia
Alle elezioni parlamentari del 2012 ha ottenuto l'1,1%, non passando lo sbarramento, ma ottenendo un seggio nella parte maggioritaria.
Due anni dopo, alle elezioni anticipate svolte dopo la rivoluzione, il partito ha ottenuto il 7,5%, pari a 22 seggi tutti assegnati nella parte proporzionale.

## Ideologia
- Reintroduzione dell'indicazione di appartenenza etnica su passaporti e certificati di nascita
- Ri-acquisizione di armamenti nucleari[1]
- Soluzione militare della crisi nel Donbass e Crimea[2]
- Introdurre uno status ufficiale all'Ucraina della nazione vincitrice nella Seconda guerra mondiale
- Persecuzione criminale della Ucrainofobia
- Reintroduzione della parata militare alla Giornata della Vittoria nella Grande Guerra Patriottica[3]
- Opposizione all'espansione della NATO e all'imperialismo russo.[4][5]